# Плоскосемінський
Плоскосемі́нський (рос. Плоскосеминский) — селище у складі Ребріхинського району Алтайського краю, Росія. Адміністративний центр та єдиний населений пункт Плоскосемінської сільської ради.

## Населення
Населення — 383 особи (2010; 515 у 2002).
Національний склад (станом на 2002 рік):
- росіяни — 92 %